# Атес
Атес, Атец (ісп. Atez (офіційна назва), баск. Atetz) — муніципалітет в Іспанії, у складі автономної спільноти Наварра. Населення — 245 осіб (2009).
Муніципалітет розташований на відстані близько 330 км на північний схід від Мадрида, 14 км на північ від Памплони.
На території муніципалітету розташовані такі населені пункти: (дані про населення за 2009 рік)
- Аростегі: 38 осіб
- Сіганда: 25 осіб
- Лабасо: 3 особи
- Берасайн: 30 осіб
- Іріберрі: 4 особи
- Беунса: 60 осіб
- Беунса-Ларреа: 1 особа
- Амалайн: 0 осіб
- Егуарас: 40 осіб
- Егільйор: 12 осіб
- Ерісе: 32 особи

## Демографія
Динаміка населення (INE ):

## Галерея зображень

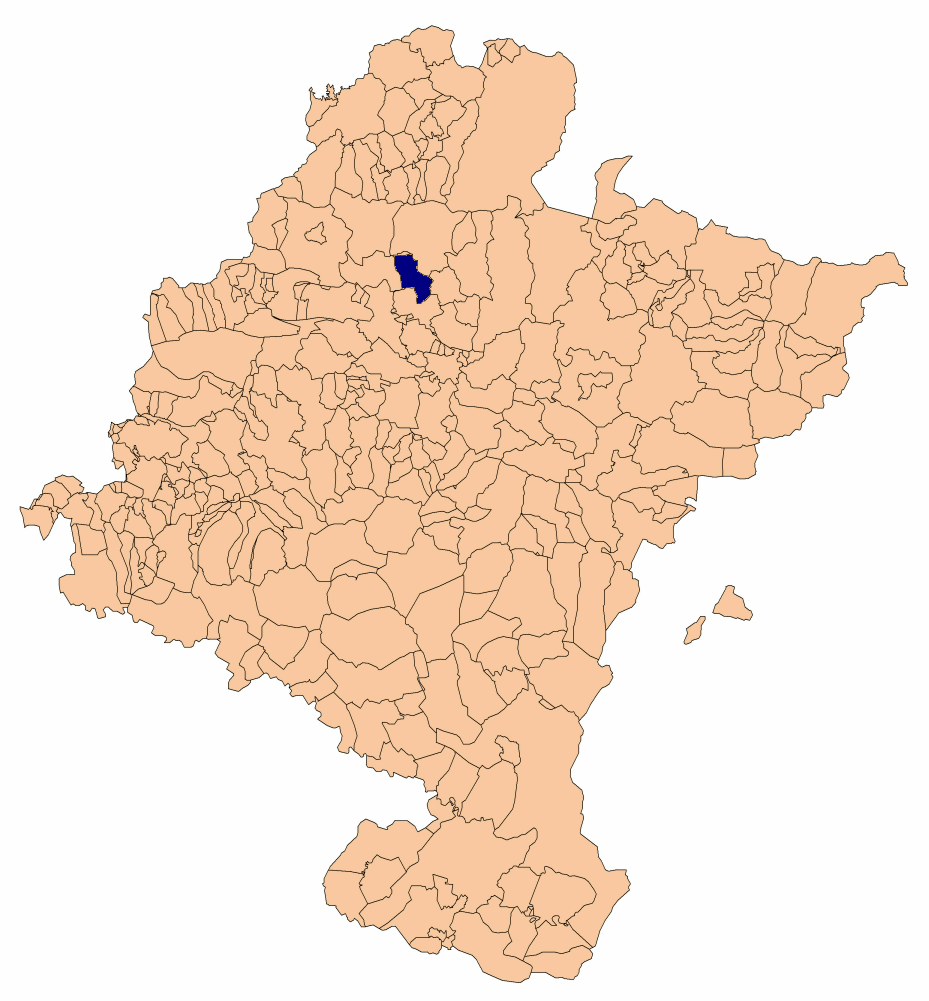
Розташування муніципалітету